# Abtei Susteren

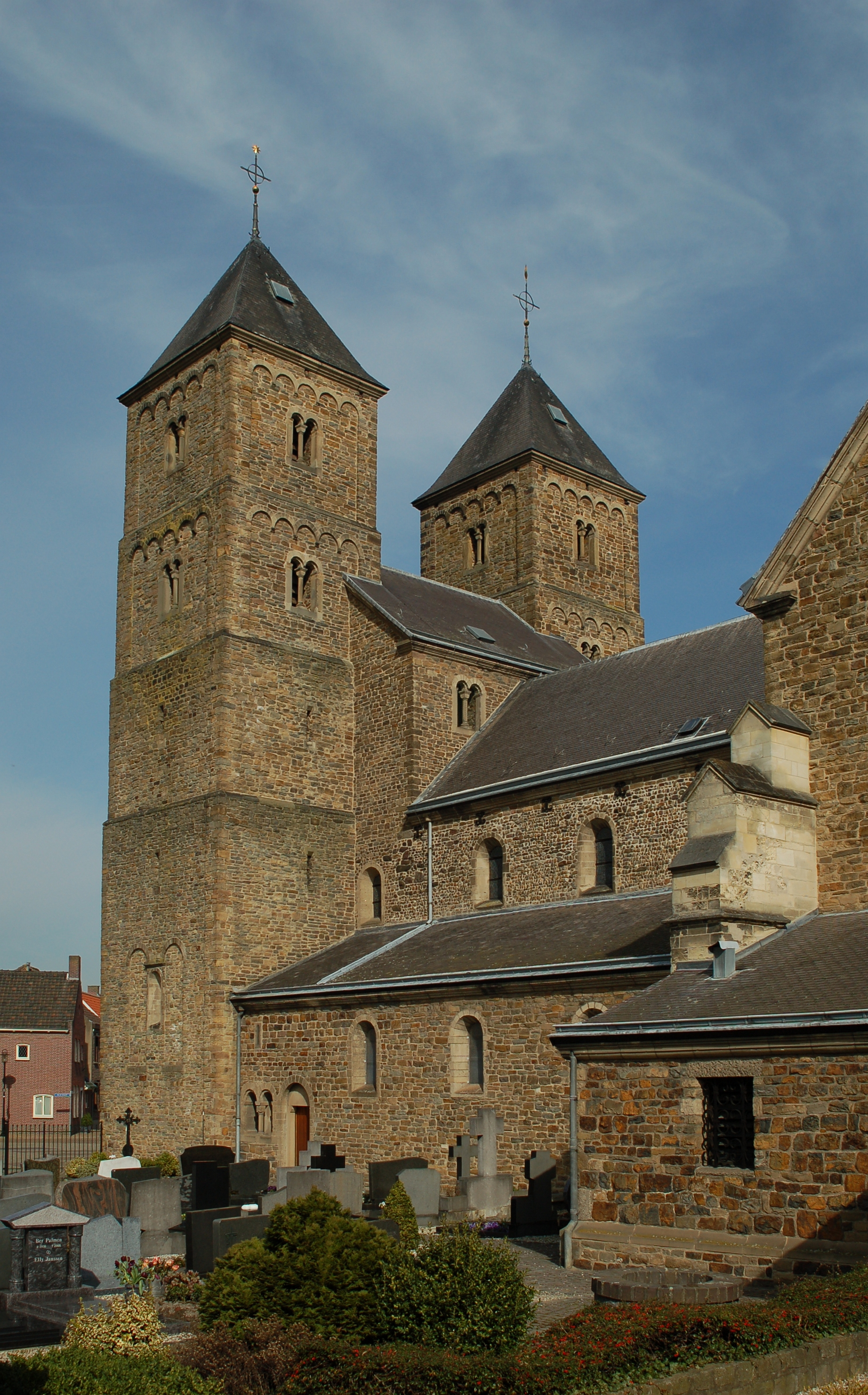
Das Westwerk der Kirche, vom angrenzenden Friedhof aus gesehen. Zwischen den Doppeltürmen ist der Rest des ursprünglichen Westturmes zu erkennen.

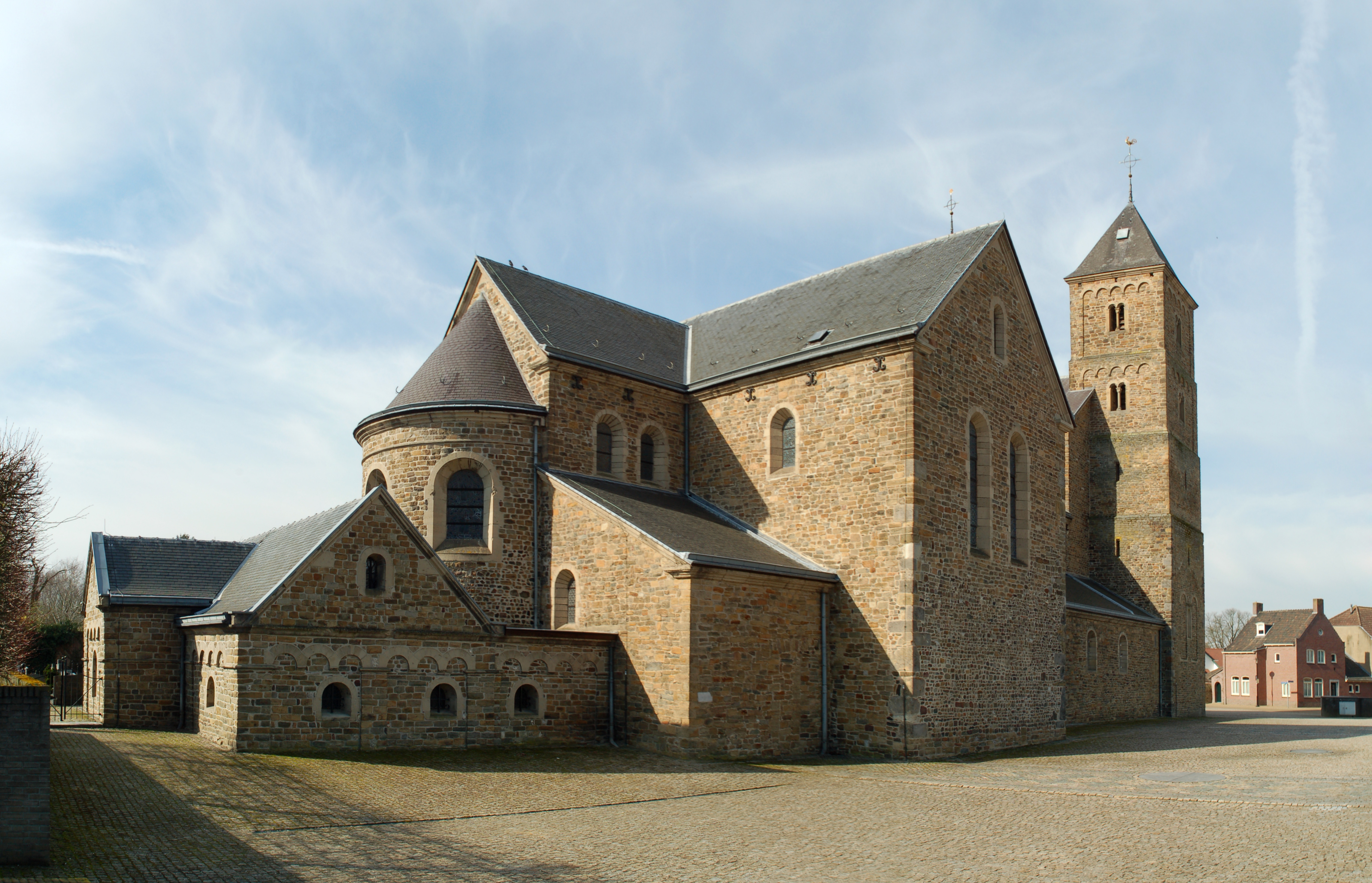
Die Basilika, von Nordosten aus gesehen. Vor der halbrunden Apsis befindet sich die außenliegende Krypta.

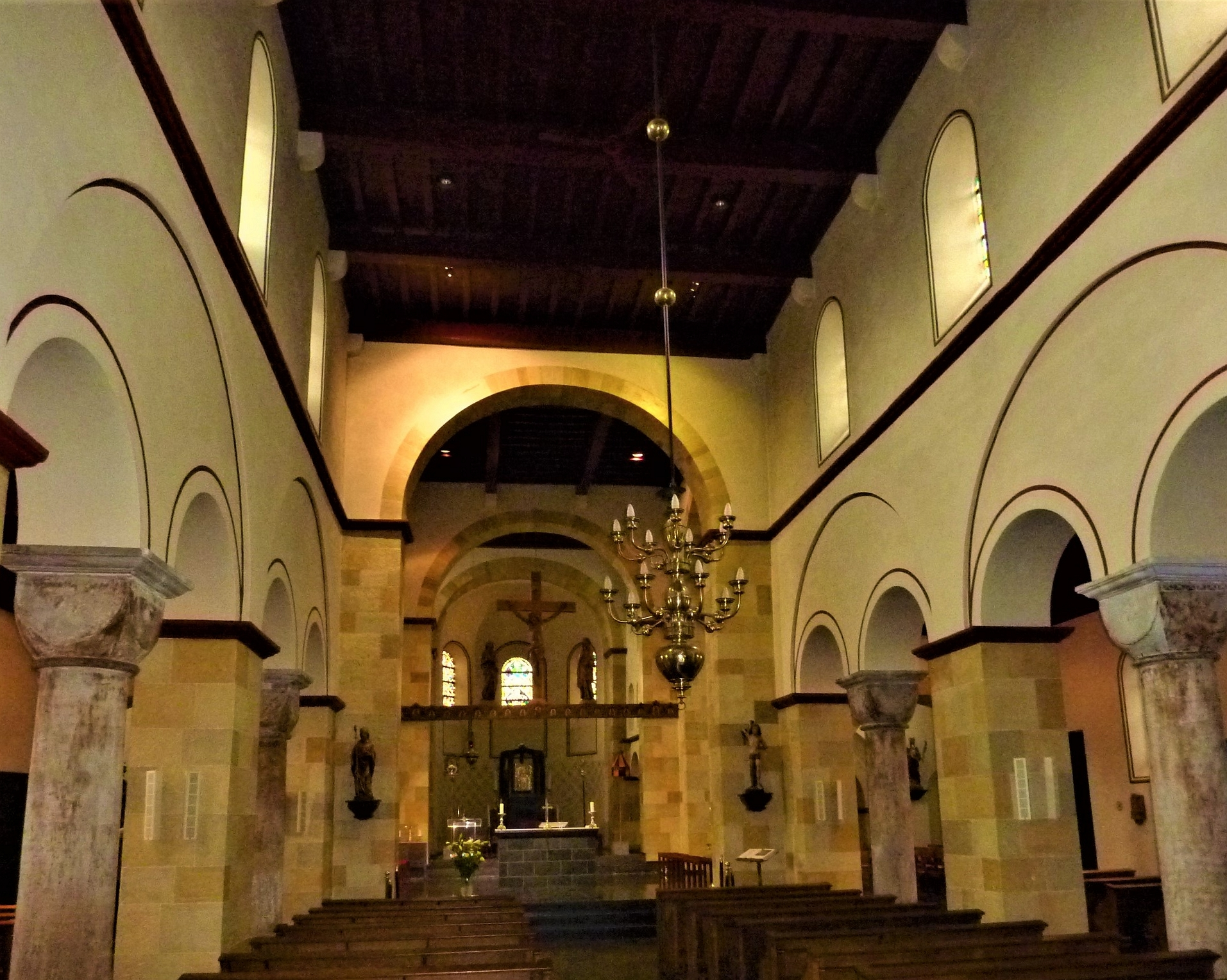
Blick ins Langhaus

Die Abtei Susteren in dem zwischen Sittard und Roermond in der heutigen niederländischen Provinz Limburg gelegenen Ort Susteren wurde im 8. Jahrhundert gegründet. Von den Abteigebäuden ist nur noch die Basilika erhalten.

## Geschichte der Abtei
Im Frühjahr 714 stellten Pippin der Mittlere und seine Frau Plektrudis dem Kloster einen Übertragungs- und Schutzbrief an den hl. Willibrord aus, der zugleich die freie Abtwahl gestattete. So wurde die Abtei ein Refugium der Missionare in Friesland und den Niederlanden. Die Benediktinerabtei wurde nach Zerstörung durch die Wikinger im 9. Jahrhundert als weltliches Frauenstift neu gegründet. Erste Äbtissin war die hl. Amalberga von Susteren († um 900, auch Amalberge/Amelberg/Alma genannt).
Der lotharingische König Zwentibold, Förderer des Klosters und Vater oder Bruder der Äbtissinnen Benedikta und Cäcilia, wurde einer späten Überlieferung zufolge um 900 im Stift Susteren begraben. Die hl. Wastrada († Mitte 8. Jahrhundert) und der hl. Gregor († um 775/777) von Pfalzel-Utrecht, zunächst Begleiter des hl. Bonifatius bei seinen Missionen in Friesland, später Abt in Utrecht, fanden ebenfalls in der Abtei Susteren ihre letzte Ruhestätte.
Papst Benedikt XVI. erhob die Kirche 2007 zur Basilica minor.

## Abteikirche
Die heute noch erhaltene Abteikirche, die St. Amalbergabasilika, wurde im 11. Jahrhundert erbaut. Die über einem kreuzförmigen Grundriss errichtete dreischiffige Basilika ist mit einer flachen Holzdecke gedeckt, überwölbt sind nur das Westwerk und die das Mittelschiff abschließende, nicht Mittelschiffhöhe erreichende halbrunde Apsis. Die Seitenschiffe verfügen über gerade Abschlüsse. Die Arkaden zwischen Mittel- und Seitenschiffen weisen abwechselnd rechteckige Pfeiler sowie Säulen mit Würfel-Kapitellen auf (Rheinischer Stützenwechsel). An den Chor schließt sich im Osten eine außenliegende, also nicht unter dem eigentlichen Kirchenraum befindliche, Krypta an. Die Kreuzgewölbe der Krypta werden von quadratischen Pfeilern getragen.
Die durch zwischen 1885 und 1890 unter Leitung der Architekten Pierre Cuypers und Lambert von Fisenne erfolgten Restaurierungsarbeiten stark veränderte Stiftskirche ist deutlich von der ottonischen Kirche des Stifts Essen beeinflusst. Ein augenfälliger, während der Instandsetzung vorgenommener Umbau ist die Veränderung des ursprünglichen Westwerkes hin zu einer Doppelturmfassade. Die Amelbergabasilika besaß ursprünglich einen einzelnen massiven Westturm, der links und rechts von zwei niedrigeren und schmaleren Treppentürmen über quadratischem Grundriss flankiert wurde.
Von der Ausstattung der Kirche ist unter anderem das aus der Zeit um 1200 stammende Taufbecken beachtenswert. Ferner befindet sich im Triumphbogen ein Kalvarienberg mit Skulpturen der heiligen Maria und des heiligen Johannes aus dem 14. Jahrhundert.
Die St. Amalbergabasilika trägt das Patrozinium der heiligen Amalberga von Susteren.